# Cámaras Milc

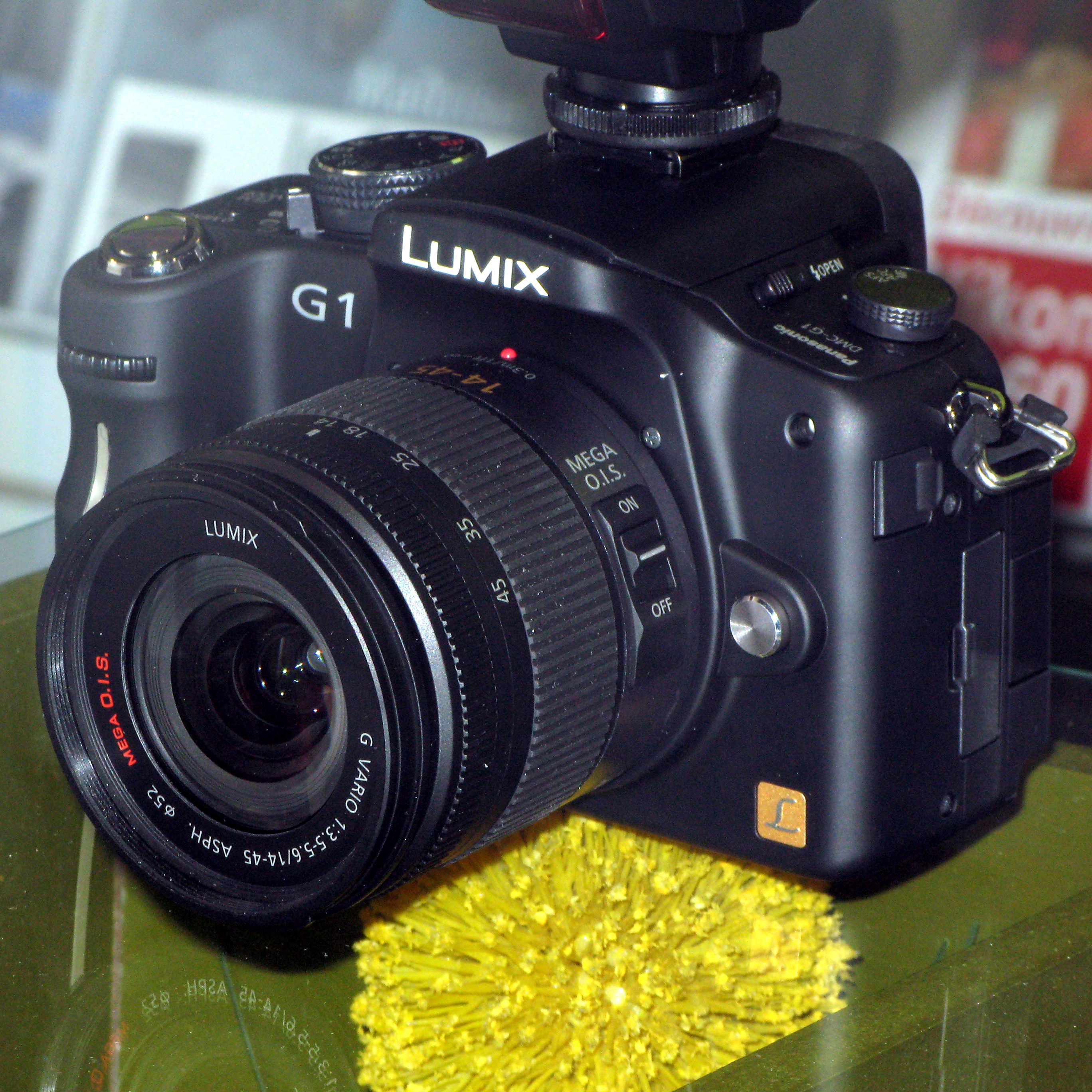
Panasonic Lumix DMC-G1, primera cámara mirrorless.

Las cámaras MILC (Mirrorless Interchangeable Lens Camera) o simplemente mirrorless son una familia de cámaras digitales fotográficas orientadas al fotógrafo avanzado por sus prestaciones. Se las diferencia de las cámaras compactas por la posibilidad de intercambiar el objetivo, y de las cámaras rèflex digitales porque no tienen visor rèflex, cosa que reduce considerablemente su volumen y peso. La novedad de las mirrorless es la manera cómo son concebidas: eliminan la parte que las DSLR han heredado del sistema analógico y se centran en la parte electrónica. Los expertos se preguntan si las cámaras mirrorless acabarán sustituyendo las cámaras rèflex.

## Denominaciones
Las cámaras mirrorless tienen una gran variedad de denominaciones debido a su reciente aparición a los mercados, motivo por el cual todavía no se ha estandarizado. Algunos nombres que reciben habitualmente son:
- Cámaras CSC (Compact System Camera)
- MSC (Mirrorless System Camera)
- DSLM (Digital Single Lens Mirrorless)
- EVIL (Electronic Viewfinder with Interchangeable Lens, es decir: cámaras de "visor electrónico con lentes intercambiables"). Esta última no se refiere exactamente al mismo, puesto que puede haber cámaras mirrorless sin visor electrónico.

## Características
Como dice la propia palabra, el significado de mirrorless en inglés es “sin espejo”. Mientras que las cámaras Réflex tienen un espejo en su interior que sirve para reflejar la imagen que entra por el objetivo y se proyecta directamente en el visor.En el sistema sin espejo “mirrorless”, también llamado sistema compacto, esto se ha eliminado.Esto significa que las cámaras mirrorless no tienen un visor óptico pentaprisma y un conjunto de espejo.
La falta de este mecanismo los hace más compactos y manejables que las cámaras réflex.

### Montura y objetivos
La montura que se ha diseñado por las cámaras mirrorless cuatro tercios es única y contempla la posibilidad de intercambiar objetivos, pero solo entre cámaras de este sistema (con la excepción de la Pentax K). Aun así, se los puede añadir todos los objetivos existentes otros sistemas incorporando un adaptador.
Al haber eliminado todo el sistema de espejos de las cámaras rèflex, los fabricantes han conseguido reducir la medida tanto del cuerpo como de los objetivos diseñados expresamente por este sistema de cámaras.

### Medida del sensor y calidad
Tradicionalmente, las cámaras compactas siempre habían tenido una medida de sensor aproximadamente cuatro veces más pequeña que las DSLR y, como consecuencia, su calidad es muy inferior. Pero las mirrorless se diferencian para conservar un sensor de gran medida, y por lo tanto, pueden conseguir una calidad igual a las rèflex.

### Tipo de visor
La eliminación del sistema de espejos a las cámaras mirrorless también comporta la del visor rèflex. El visor rèflex, a diferencia otros visores, permite visualizar exactamente la misma escena que será capturada sobre el sensor gracias a un espejo, que dirige la luz que entra por el objetivo hacia el visor, por donde el fotógrafo observa la escena. Ante este problema, algunos fabricantes han optado para eliminar el visor y utilizar la pantalla por la composición de fotografías (como la mayoría de cámaras compactas), y otras, por los visores electrónicos. Los visores electrónicos son pantallas digitales como las de cualquier cámara pero más pequeñas y con mayor resolución. La información que proporcionan se procesa de manera electrónica en vez de óptica (como las rèflex), y esto hace que los falte cierta inmediatez. Consciente de esta carencia, Fujifilm creó un visor híbrido que combina las ventajas del óptico y el electrónico por el modelo X100 (y más tarde también por la X-Pro1, de gamma profesional).

### Grabación de vídeo
Gracias a la popularización de las cámaras rèflex digitales, y sobre todo a las mirrorless, la posibilidad de grabar vídeo de alta calidad (amateur) ha llegado a manos de todo el mundo. La ventaja que suponen las mirrorless en comparación a las rèflex es que se puede grabar a través del visor, mientras que en las otras solo se puede utilizar la pantalla, hecho que presta incomodidad en situaciones de mucha luz.

## Nuevas tecnologías

### IBIS
Mientras que las técnicas de estabilización de imagen (Image Stabilization - IS) han sido presente en lentos anteriormente, sobre todo en aquellas de gran distancia focal, las cámaras mirrorless han incorporado nuevas tecnologías que cuentan con estabilización propia dentro de la cámara. Este tipo de corrección se consigue a través de un sistema de esos que permiten mover ligeramente el sensor para contrarrestar el movimiento o vibración involuntaria a la hora de hacer fotografías o grabar a mano levantada. De hecho, incluso algunas empresas como Olympus combinan el sistema tradicional de IS en las lentes junto con un propio en el cuerpo de la cámara, consiguiendo así un sistema de cinco ejes, que incluye dos de rotación, que permite al operador conseguir imágenes nítidas y vídeos fluidos.

### Obturador silencioso
Una característica común últimamente es la presencia de obturadors electrónicos. Aun así, esto requiere potencia en el sensor y, lamentablemente, la gran mayoría no sobrepasa velocidades más rápidas que 1/60 de segundo, de forma que es necesaria la presencia de un obturador físico para poder trabajar en aquellas situaciones que requieran una velocidad de obturación realmente corta.

### Autofocus continuo
La habilidad de una cámara con autofocus de re-enfocar entre medio de una ráfaga de fotografías con la misma exposición es algo que últimamente solo hemos podido apreciar en DSLRs profesionales. Aun así, debido a la limitada velocidad de obturación debido al sistema de espejos dentro de la cámara, este tipo de ráfagas se han viste limitadas a unas 6 fotografías por segundo.
A pesar de que la velocidad de autofocus ha sido el tendón de Aquiles por las cámaras mirrorless, algunos fabricantes han conseguido tecnologías que permiten escalar esta cifra hasta números como 18 fotogramas por segundo con el obturador electrónico o 10 fps con el mecanismo físico.

### HDR
Muchas de las cámaras actuales ofrecen de serie un sistema de alto rango dinámico (High Dynamic Range) tanto en el modo de fotografía como, en algunos casos, vídeo. En este modo, la cámara toma una serie de fotografías a diferentes exposiciones que darán pie a una sola imagen de alto rango dinámico.

### Unión de foco
Muchas de las cámaras actuales también ofrecen la posibilidad de grabar imágenes aparentemente con un infinita profundidad de campo. De hecho, algunos fabricantes ofrecen sistemas RAW que permiten cambiar el punto de foco o el afecto de profundidad de campo. Todo esto se consigue a través de la unión de varias fotografías tomadas a diferentes profundidades de campo que dan pie a una de suela.

### Pantalla táctil
La pantalla táctil no es una característica única de este tipo de cámaras, pero si que se verdad que en los cuerpos más ligeros es más fácil ofrecer una pantalla táctil abatible o inclinable. Esta herramienta ofrece una manera revolucionaría de controlar tantos el mecanismos como moverse por los menús de la cámara.

## Historia
2004-2008. La categoría empezó con Epson R-D1 (publicado el 2004), seguido por Leica M8 (lanzado el septiembre del 2006, la cual no es exactamente “mirrorless” sino una cámara de telèmetre, un sistema de centrado que se remonta en 1933 y al lanzamiento de la Leica III, un desarrollo de la Leica II de 1932) y después del “sistema micro cuatro tercios”, la primera cámara fue Panasonic Lumix DMC-G1, lanzada en octubre del 2008 en el Japón.
2009-2010. Un diseño más radical fue lo Ricoh GXR (noviembre del 2009), la cual no cuenta con lentos intercambiables pero si unidades de lentes intercambiables-. Una unidad sellada de lentos y sensor. Este diseño es similar pero diferente al MILCs, y hasta ahora ha recibido todo tipo de críticas, principalmente debido a los costes; A partir del 2012 el diseño no ha sido copiado.
Después de la introducción al sistema micro cuatro tercios, varias cámaras fueron lanzadas por Panasonic y Olympus, con la Olympus PEN E-P1  (anunciada el junio de 2009) siendo la primera en una medida compacte (portable al bolsillo con una pequeña lente). El Samsung NX10 (annunciat el enero del 2010) fue la primera cámara que no usó el sistema de micro cuatro tercios – más bien una nueva lente de montaje patentada (Samsung NX-mount). La Sony Alpha NEX-3 y NEX-5 (anunciada el 14 de mayo de 2010 por el lanzamiento de junio del 2010) vio la entrada de Sony al mercado, de nuevo con una nueva lente de montaje patentada (the Sony E-mount), y aunque con los adaptadores LA-EA1 y LA-EA2 por el legado de Minolta A-mount.
2011. en junio de 2011, anunciaron la cámara Pentax “Q” MILC con lente intercambiable y el sistema de lentos “Q-mount”. La serie original de Q ofreció un sensor de CMOS de 12.4 megapíxels y 1 / 2.3 pulgadas más pequeño. El Q7, introducido el 2013, cuento con un sensor CMOS de 1 / 1,7 pulgadas algo más grande con el mismo número de megapíxels.
El septiembre del 2011, Nikon anunció su sistema de Nikon 1, el cual consistía en Nikon 1 J1 y Nikon 1 V1 cámaras y lentos. El VINO cuenta con un visor electrónico.
2012. La Fujifilm X-Pro1, anunciada el enero de 2012, fue la primera MILC sin telèmetre con un sistema incorporado en el visor óptico. Su visor híbrido superponía la información electrónica, incluyendo el cambio de “framelines” para compensar el “parallax”. Su sucesor del 2016, el X-Pro2, cuenta con una versión actualizada de este visor.
Más allá del interés de los consumidores, “mirrorless” ha creado un interés significativo en los fabricantes de cámaras, donante potencial para ser una alternativa en el mercado de las cámaras de gamma alta. De manera significativa, MILCs tiene menos partes móviles que las rèflexs digitales, y son más electrónicas, puesto que juega con los puntos fuertes de los fabricantes electrónicos (cómo por ejemplo Panasonic, Samsung, Sony), a la vez que socava la ventaja que los fabricantes de cámaras existentes tienen una ingeniería mecánica de precisión.
Nikon anunció la serie Nikon 1 con un sensor de 1 “, el 21 de septiembre de 2011. Fue una MILC de alta velocidad que según Nikon fue catalogada como cámara con el autoenfoque más rápida del mundo. Hoy en día sigue teniendo la velocidad más rápida del mundo de tiro (60fps) entre todas las cámaras con lentes intercambiables que incluyen las  DSLRs. Canon fue el último de los principales fabricantes de rèflex digitales, anunciando la Canon EOS M el 2012 con un sensor APS-C y 18 mm de distancia de registro similar a la utilizada por NEX.
En un plazo más largo Olympus decidió que la cámara MILC tendría que sustituir DSLRs por completo en algunas categorías, puesto que el gerente del producto “Olympus America’s DSLR” especuló que al 2012, “Olympus DSLRs” tendría que ser mirrorless, aunque siga utilizando el Sistema Cuatro Tercios (no Micro Cuatro tercios).
A partir de mayo del 2010, los precios de la cámara de lentes intercambiables fue a nivel de entrada comparable, o incluso más alto, al de las rèflex digitales. En los Estados Unidos de 550$ a 800$, significativamente más alta que las cámaras de gamma alta. En mayo de 2011, los precios se estabilizaron hasta ser más bajos que las reflejo digitales.
El 2011 Sony anunció estadísticas de ventas en septiembre del 2012, que mostró que las cámaras MILC tenían el 50 % del mercado de lentes intercambiables, el 18 % en Europa y un 23 % en todo el mundo. Desde este momento Nikon ha entrado al mercado de mirrorless, entre otras entradas.
2013. En un mundo donde baja la tendencia del mercado de las cámaras, mirrorless sufrió, pero no demasiadas y pudo ser compensada con el aumento del cercando del 12 % de las ventas del 2013 en el Japón. Según fuentes del sector japonés de la fotografía, mirrorless compone más del 11,2 % de las cámaras con objetivos intercambiables suministradas en Europa nos los primeros nuevo meses del 2013, y el 10,5 % en los Estados Unidos en el mismo periodo.
2015. al 2015 las estadísticas muestran que las ventas globales de cámaras han caído a un tercio desde 2010, debido a las cámaras compactas de los teléfonos móviles con capacidad.
2016. 2016 Olympus corporation anunció la introducción de su OLMO-D E-M1 Mark II, un sucesor tan esperado para el modelo Mark I. El modelo Mark II conserva un sensor de imagen 4/3 micro de 17.3x13 mm con 20,4 resolución MP y representa una nueva generación de cámaras MILC con y en muchos aspectos superior a la de las cámaras DSLR.